# Jakob Michael Reinhold Lenz

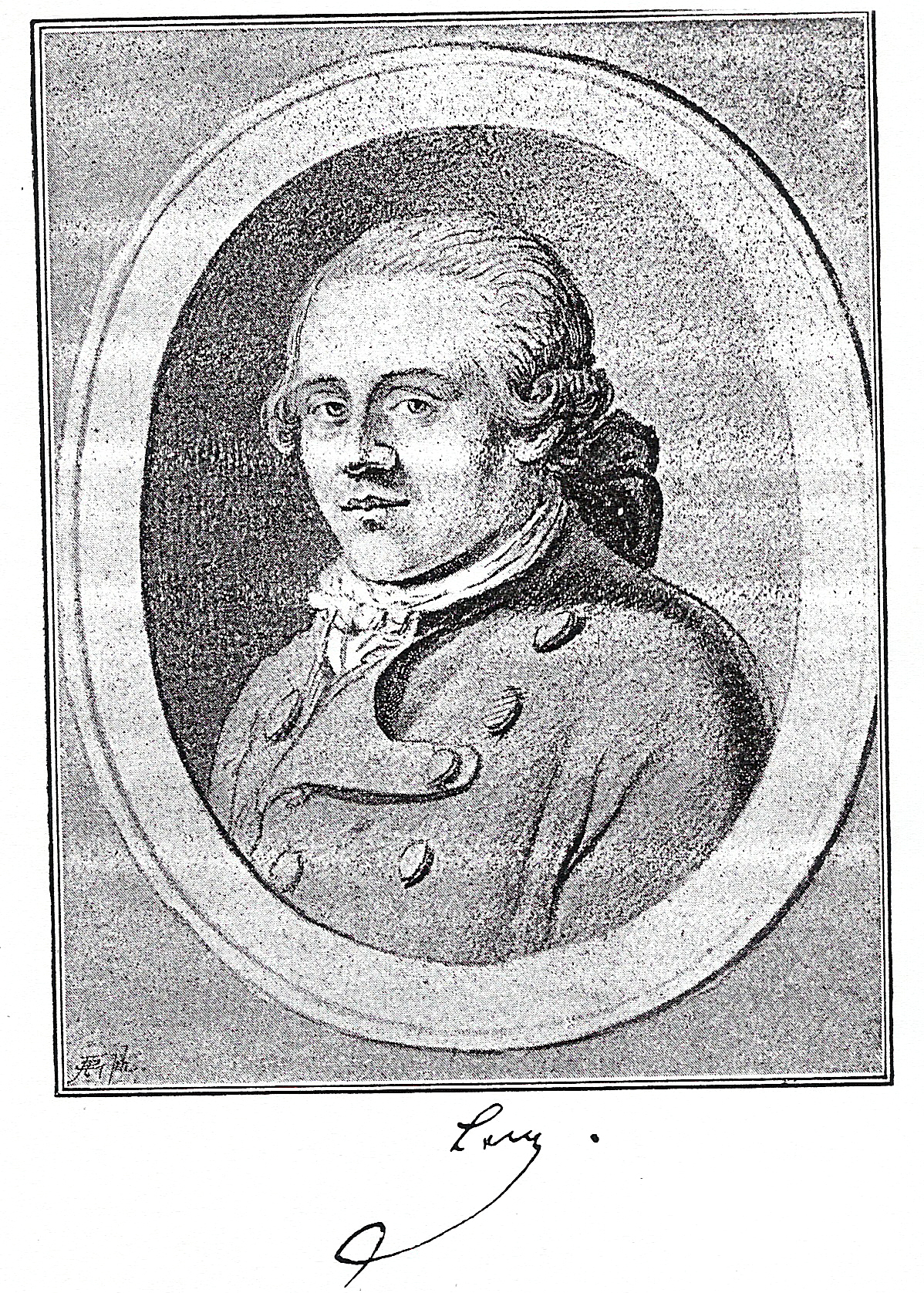
Jakob Michael Reinhold Lenz

Jakob Michael Reinhold Lenz (Cesvaine, Letônia, 23 de janeiro [Calend. juliano: 12 de Janeiro] 1751 - Moscou, 4 de Junho [Calend. juliano: 24 de maio] 1792) foi um dramaturgo , poeta e romancista germano-báltico.

## Biografia
Lenz nasceu em Sesswegen (Cesvaine), província da Livônia, no Império Russo, atual Letônia, filho do ministro pietista Christian David Lenz (1720-1798), mais tarde Superintendente Geral da Livônia. Quando Lenz tinha nove anos, em 1760, a família se mudou para Dorpat, atual Tartu, onde seu pai havia recebido uma oferta de um cargo de ministro. 
Desde cedo interessado em literatura, aos 15 anos, quando era estudante de latim, escreveu a comédia O noivo ferido (Der verwundete Bräutigam, só publicada postumamente, em 1845). Mas sua primeira publicação independente foi o longo poema Die Landplagen ('Os tormentos da terra'), em 1769. 
De 1768 a 1770, estudou teologia com uma bolsa de estudos, primeiro em Dorpat e depois em Königsberg (atual Kaliningrado). Lá assistiu a palestras de Immanuel Kant, que o incentivou a ler Jean-Jacques Rousseau. Gradativamente, o rapaz passou a priorizar seus interesses literários e a negligenciar a teologia.  Lenz também estudou música, provavelmente com o virtuoso alaudista ucraniano Timofey Belogradsky, então residente em Königsberg, ou com seu aluno, Johann Friedrich Reichardt.
Em 1771, Lenz abandonou os estudos em Königsberg. Contra a vontade de seu pai, que, por essa razão, interrompeu o contato com ele, assumiu uma posição pouco melhor do que a de um servo dos irmãos Friedrich Georg von Kleist e Ernst Nikolaus von Kleist, barões da Curlândia que estavam prestes a iniciar o serviço militar como cadetes, a quem acompanhou a Estrasburgo. Lá, ele entrou em contato com o atuário Johann Daniel Salzmann, em torno do qual se formou o grupo literário Société de philosophie et de belles lettres. O jovem Johann Wolfgang von Goethe, que por acaso estava em Estrasburgo, também frequentava o grupo. Lenz tornou-se um conhecido de Goethe e de Johann Heinrich Jung-Stilling. Goethe agora se tornara o ídolo literário de Lenz e, por meio dele, Lenz entra em contato com Johann Gottfried Herder e Johann Kaspar Lavater, com quem se correspondia.
No ano seguinte, 1772, Lenz acompanha os irmãos Kleist às guarnições de Landau, Fort-Louis e Wissembourg. Na mesma época, ele se apaixona por Friederike Brion - uma antiga namorada de Goethe -, mas seus sentimentos não foram correspondidos.
Em 1773, Lenz retorna a Estrasburgo e retoma seus estudos. No ano seguinte, deixa os irmãos Kleist e passa a viver como escritor autônomo, ganhando a vida com aulas particulares. Suas relações com Goethe tornam-se mais amistosas. Quando os dois visitam Emmendingen, Goethe apresenta Lenz à sua irmã, Cornelia, e ao marido dela, Johann Georg Schlosser.
Em dezembro de 1775, Luise Koenig, sua senhoria em Estrasburgo, mostra-lhe algumas cartas que havia recebido de Henriette Louise de Waldner de Freundstein (depois Baronesa Henriette von Oberkirch), então ainda solteira. Lenz encantou-se com o estilo de escrita de Henriette. Um amor impossível cresceu dentro dele, o que está documentado em inúmeras cartas a Johann Kaspar Lavater e outros. No final de março de 1776, Lenz acompanha Goethe até a corte em Weimar. Na viagem de ida, ele é informado do casamento de Henriette von Waldner com o Barão de Estrasburgo, Siegfried von Oberkirch. Na corte de Weimar, Lenz, a princípio, é recebido calorosamente. Mas, no início de dezembro, em razão de seu mau comportamento social, ele é expulso. As circunstâncias exatas desse episódio não são desconhecidas. O que se sabe é que, depois disso, Goethe interrompeu todo o contato pessoal com Lenz e, em 26 de novembro, Goethe se refere enigmaticamente, em seu diário, a Lenzens Eseley - expressão traduzida por Edward Harris como 'comportamento asnático de Lenz'.
Lenz retorna então a Emmendingen, onde é acolhido pelos Schlosser. De lá, ele faz várias viagens à Alsácia e à Suíça, incluindo uma para visitar Lavater, em Zurique, em maio de 1777. A notícia da morte da irmã de Goethe, Cornelia Schlosser, que ele recebe em junho daquele ano, causa-lhe um grande choque. Ele retorna a Emmendingen e depois visita Lavater novamente. Em novembro, enquanto estava hospedado em Winterthur, com o médico e filósofo Christoph Kaufmann (1753 – 1795), pode ter sofrido um ataque de esquizofrenia paranoide. Em janeiro de 1778, Kaufmann envia Lenz ao filantropo, reformador social e clérigo Johann Friedrich Oberlin, em Waldersbach, na Alsácia, onde o poeta permanece de 20 de janeiro a 8 de fevereiro. Apesar dos cuidados de Oberlin e de sua esposa, a condição mental de Lenz piora. Ele volta para Emmendingen, onde se hospeda com um sapateiro e depois com um guarda florestal.
Suas decepções sentimentais  deram maior vigor ao sentimento de solidão orgulhosa que o dominava. Ao contrário de outros poetas de seu grupo, Lenz não fazia qualquer ironia acerca de si próprio: acreditava-se o maior poeta de seu tempo. Essa excessiva autoconfiança combinava-se  a surtos de delírio persecutório. Em 1777, a doença mental paralisa sua criatividade e o leva a várias estadias terapêuticas na Alsácia e na Baviera.  Em junho de 1779, seu irmão mais novo, Karl, vai buscá-lo em Hertingen (Bad Bellingen), onde ele estava sendo tratado por um médico, e o leva para Riga, onde o pai deles havia ascendido ao cargo de Superintendente Geral. Todavia Lenz não consegue se estabelecer profissionalmente em Riga. Uma tentativa de torná-lo diretor da escola catedral deu em nada, pois ele não tinha as referências necessárias. Também não teve sucesso em São Petersburgo, onde viveu de fevereiro a setembro de 1780. Em seguida, trabalhou como professor particular em uma propriedade perto de Dorpat. Retornou a São Petersburgo por algum tempo e foi para Moscou em setembro de 1781, onde inicialmente ficou com o historiador Gerhard Friedrich Müller e aprendeu russo. Além de trabalhar  como professor particular, misturou-se aos círculos de maçons e escritores russos e ajudou a produzir várias propostas de reforma social. Também traduziu livros sobre a história russa para o alemão. No entanto, sua condição mental deteriorava-se rapidamente e, por fim, ele se tornou dependente da boa vontade e do apoio financeiro de seus patronos russos.
Na manhã de 4 de junho de 1792 (24 de maio no calendário juliano), Jakob Michael Reinhold Lenz foi encontrado morto em uma rua de Moscou. O local do seu túmulo é desconhecido.

## Obra
Ao lado de Goethe e Schiller, Lenz foi um dos mais notáveis e exaltados poetas  pré-românticos do Sturm und Drang ('Tempestade e Ímpeto'). Ligou-se a Goethe e, como este, tornou-se adepto da estética shakespeariana, que difundiu em suas Notas sobre o teatro (1774). Também inspirou-se em Shakespeare ao escrever O preceptor - ou vantagens do ensino privado (1774), O novo Menoza e Os soldados (1776).
Sua fama se baseia, sobretudo, em duas peças: O preceptor (Der Hofmeister, oder Vorteile der Privaterziehung) e Os soldados (Die Soldaten), dramas socialmente críticos e que não se baseavam, como os de Goethe, em grandes personagens portadores da ação, mas sim em seres humanos medíocres, marcados por seu meio social de origem. As circunstâncias são a força motriz da ação; o bem e o mal estão difundidos por todas as classes. A fé na razão ilustrada sucumbe diante dos impedimentos sociais reais. Lenz caricaturiza a arrogância da aristocracia e as limitações devotas da burguesia. Alguns personagens se mostram críticos mas não acreditam que as coisas possam mudar e, apesar de o final feliz sempre consertar as coisas, a visão resignada das intransponíveis fronteiras de classe permanece.
Suas peças, com cenas curtas e abruptas, de prosa rude e pungente, escandalizaram o público pela escolha de enredos críticos à sociedade germânica pré-revolucionária. Em Os Soldados, ele mostra a vida desregrada dos militares e as suas vítimas - as moças da pequena burguesia; em O Preceptor, 1774), aborda os problemas sexuais da época, tais como a tragédia da moça decaída, e a necessidade de escolas públicas. Seu desprezo pelas formas convencionais, o gosto pelo incomum, a violência da expressão e a busca da originalidade irritavam os partidários do classicismo de Weimar. A geração que o sucedeu, politicamente mais conservadora, rejeitou-o por sua manifestações de revolta contra todas as forças opressoras da sociedade. 
Lenz foi praticamente esquecido pelos círculos literários alemães do século XIX. Apenas Georg Büchner se interessou por ele e abordou, no romance Lenz (1839, inacabado), um curto episódio da vida do dramaturgo, ocorrido no inverno de 1778, quando o poeta já se encontrava em plena decadência psíquica. Somente no século XX suas obras seriam redescobertas e reformuladas por Bertolt Brecht, que adaptou O Preceptor para o teatro.

### Teatro
- Der verwundete Bräutigam, 1766
- Der Hofmeister oder Vorteile der Privaterziehung  (comédia), 1774
- Der neue Menoza oder Geschichte des cumbanischen Prinzen Tandi (comédia), 1774
- Die Soldaten (comédia), 1776
- Henriette von Waldeck oder Die Laube (fragmento), 1776
- Pandaemonium Germanicum (esboço de peça teatral em três atos), criado em 1775, publicado postumamente em 1819
- Die Freunde machen den Philosophen (comédia), 1776
- Die beiden Alten (Familiengemälde), 1776
- Der Engländer – Eine dramatische Phantasey, 1777
- Die Sizilianische Vesper, 1782
- Myrsa Polagi oder Die Irrgärten  (comédia), 1782

### Traduções e adaptações
- Amor vincit omnia  (tradução do drama de Shakespeare Loves Labour's Lost), 1774, 1774
- Coriolan (tradução do drama de Shakespeare Coriolanus), escrito em 1774/75
- Das Väterchen (comédia baseada em Asinaria, de Plauto), impressa em 1773/74
- Die Aussteuer (comédia baseada em Aulularia, de Plauto), 1774
- Die Entführung (comédia baseada  Miles gloriosus, , de Plauto), escrita em 1772
- Die Buhlschwester (comédia baseada em Truculentus, de Plauto), escrita em 1772
- Die Türkensklavin (comédia baseada em Curculio, de Plauto)

### Prosa
- Moralische Bekehrung eines Poeten,  1775
- Zerbin oder Die neuere Philosophie (conto), 1776
- Der Landprediger (conto), 1777
- Etwas über Philotas Charakter, 1781
- Der Waldbruder, ein Pendant zu Werthers Leiden (fragmento de um romance epistolar), 1797

### Escritos teóricos
- Entwurf eines Briefes an einen Freund, der auf Akademieen Theologie studiert, 1771/72
- Versuch über das erste Principium der Moral,  1771/72
- Supplement zur Abhandlung vom Baum des Erkenntnisses Gutes und Bösen,  1771/72 (parcialmente impresso em 1780)
- Über die Natur unsers Geistes, 1771/73
- Zweierlei über Virgils erste Ekloge, 1773
- Über Götz von Berlichingen, entstanden 1773/75
- Anmerkungen übers Theater nebst angehängten übersetzten Stück Shakespears, 1774
- Briefe über die Moralität der Leiden des jungen Werthers, 1774/75 (por muito tempo considerado perdido, publicado postumamente em 1918)
- Verteidigung der Verteidigung des Übersetzers der Lustspiele, 1774
- Über Ovid, entstanden 1775
- Über die Bearbeitung der deutschen Sprache im Elsaß, Breisgau und den benachbarten Gegenden, 1775
- Über die Vorzüge der deutschen Sprache, 1775
- Über den Zweck der Neuen Straßburger Gesellschaft, 1775
- Von Shakespeares Hamlet, 1775/76
- Über die Soldatenehen, entstanden 1776
- Verteidigung des Herrn W. gegen die Wolken – von dem Verfasser der Wolken, 1776
- Über die Veränderung des Theaters im Shakespeare, 1776
- Das Hochburger Schloß, 1777